# Бєлуха

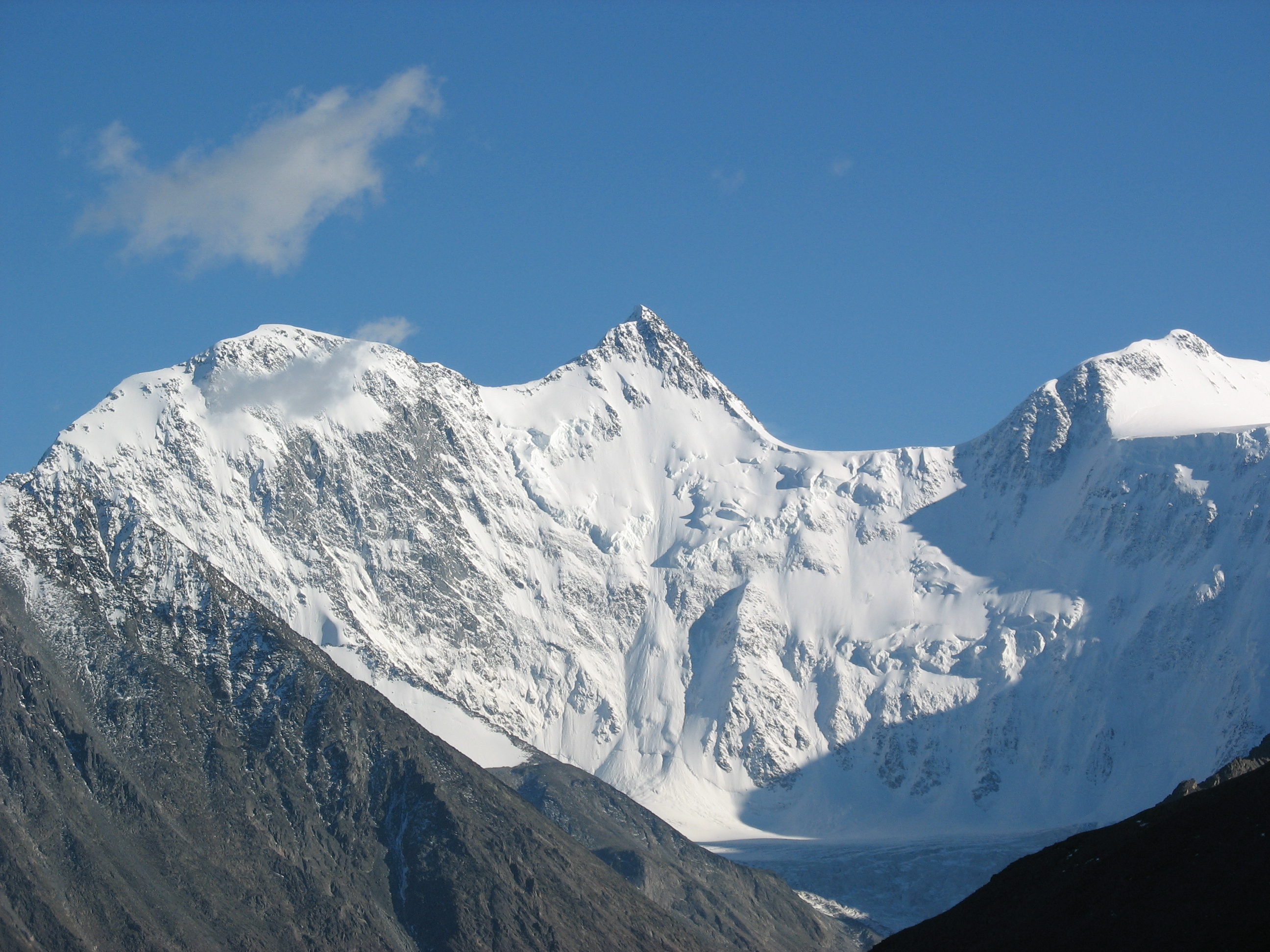
Бєлуха — найвища гора Алтаю і Сибіру

Гора Бєлу́ха (алт. Ӱч-Сӱмер — «Триголова», або алт. Кадын-Бажы — «Верхів'я Катуні», каз. Мұзтау Шыңы) — найвища гора Алтаю, а саме Катунського хребта. Висота 4506 м.
Знаходиться на території Усть-Коксинського району Республіки Алтай Росії. Тут має свої витоки річка Катунь. Назва — від великих снігів, що випадають в районі гори.

## Фізико-географічна характеристика
У масиві Бєлуха дві вершини у вигляді неправильних пірамід— гостра Східна Бєлуха (4506 м) і Західна Бєлуха (4435 м), що майже прямовисно уриваються на північ до Аккемського льодовика, і поступово знижуються до півдня у бік Катунського льодовика (льодовик Геблера).
Пониження між вершинами, що має назву «Сідло Білухи» (4000 м), також круто уривається на північ до Аккемського льодовика (т.з. Аккемська стіна) і відлогіше спускається на південь до річки Катунь.

### Геологія
Гірський масив Бєлухи складений породами середнього та верхнього кембрію.
Багато відрогів масиву є виходами пісковиків і сланців.
Менш поширені конгломерати.
Частину масиву складають типові флішоподібні формації.
Про тектонічну нестабільність території Бєлухи свідчать розломи, тріщини та насуви гірських порід.
Круті, майже вертикальні зони ковзання характерні північного схилу Бєлухи, особливо з боку долини річки Аккем.
Район Бєлухи розташований на межі зон 7-8-бальної сейсмічної активності.
Мікроземлетруси тут дуже часті.
Наслідки їх — ламання крижаного панцира, сходження лавин і обвалів.
З палеогену територія зазнає інтенсивне тектонічне підняття, яке триває й досі.
Палеогенове підняття відбилося в характері рельєфу — він усюди високогірний, типово альпійський, з глибокими ущелинами, вертикальні альпійські пасма височіють над ними до 2500 м.
Великі площі масиву зайняті скелями, осипами та моренами.
Схили схильні до руйнівного впливу селів і лавин.

### Клімат
Інструментальні спостереження ведуть дві станції — метеостанція Аккем та метеостанція Каратюрек, розташовані відповідно на абсолютних висотах 2050 і 2600 м.
Поблизу льодовика Геблера, на південному схилі Бєлухи, раніше працювала метеостанція Катунь.
Клімат району Бєлухи суворий, з тривалою холодною зимою та коротким літом, з дощами та снігопадами.
Він змінюється відповідно до висотної поясності: від клімату долин біля підніжжя до клімату високих снігів та льодовиків біля вершини.
Середня температура липня у долинах біля верхньої межі лісу— +8,3 °С (метеостанція Аккем), а на платоподібних вершинах— +6,3 °С (метеостанція Каратюрек).
Влітку на вершині Бєлухи не рідкісні морози до -20 °С.
Взимку негативні температури повітря спостерігаються в січні — до -48 °С і залишаються низькими навіть у березні — до -5 °С.
Широко поширені температурні інверсії.
Норма річних опадів для метеостанцій Аккем і Каратюрек становить 512—533 мм.
Тверді опади випадають на висоті 3000-3200 м, та їх річна величина становить 35-50 відсотків від загальної кількості.
У нивально-гляціальній зоні Бєлухи за рік випадає понад 1000 мм опадів.
Тут поширені гірсько-долинні вітри та фени.

### Льодовики
На схилах масиву Бєлухи та у долинах відомо 169 льодовиків, загальною площею 150 км².
Бєлуха несе на собі майже 50 % льодовиків Катунського хребта, що становить понад 60 % площі його заледеніння.
За кількістю льодовиків та заледеніння гора Білуха посідає перше місце на Катунському хребті.
М. В. Тронов виділив Бєлухинський льодовиковий район у самостійний «тип льодовиків Бєлухи».
Для нього характерні: високе положення басейнів живлення, крутість фірнових потоків, низьке положення язиків льодовиків, що заповнюють ложе глибоких річкових долин, і щільне примикання до схилів вершин.
Тут зосереджено 6 великих льодовиків, серед них льодовик Сапожникова — один з найбільших на Алтаї — 10,5 км довжиною, площею 13,2 км², а також Великий і Малий Берельські льодовики, довжиною 10 і 8 км і площею 12,5 і 8 9 км² відповідно.
Для Бєлухи не характерні, як для інших центрів заледеніння, великі відмінності у площі заледеніння між схилами північної та південної експозицій.
Це компенсується за рахунок режиму обороту речовини, більшим випадінням і інтенсивним стаюванням на південному схилі, меншою кількістю опадів і великою затіненістю протилежного схилу.
Швидкість руху льоду неоднакова і в середньому коливається від 30 до 50 метрів на рік.
Найбільша відзначена на льодовику Братів Тронових — біля підніжжя льодопаду вона становить 120 метрів на рік.
Нагромадження снігу на крутих схилах призводить до сходу лавин.

### Річки та озера

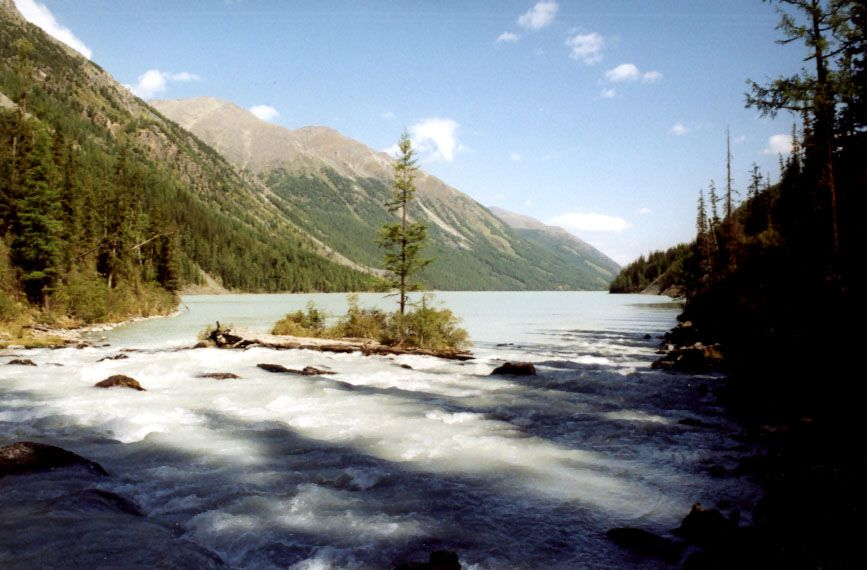
Річка Кучерла витікає із Кучерлинського озера

Річки Бєлухи належать головним чином басейну річки Катунь, що має джерело з південного схилу льодовика Геблера.
Тут також мають джерела ріки Кучерла, Аккем, Ідегем.
Річка Біла Берель дренує південно-східний схил і відноситься до сточища Бухтарми.
Водні потоки, народжені з льодовиків Бєлухи, утворюють особливий алтайський тип річок.
У їхньому живленні беруть участь талі води льодовиків, снігів, дощові опади мають невелике значення.
Для річок характерний максимальний стік влітку і низький решту року.
Річки швидкоплинні, нерідко утворюють водоспади. Красивий водоспад Розсипний знаходиться на однойменній річці, правому притоці Катуні.
Озера в районі гори Бєлухи лежать у глибоких карах та трогових долинах. Походження їх пов'язане з діяльністю древніх льодовиків. Великі озера — Кучерлинське, Аккемське тощо.

### Рослинність
Для Бєлухинського масиву, як і для будь-якої гірської країни, характерна строкатість рослинності.
За даними багатьох дослідників, основна частина хребта відноситься до Катунського високогірного району, де відзначено велику різноманітність лісових та високогірних формацій.
Лісовий пояс простягається до висот 2000 м, у західній і східній до 2200 м і більше розвинений на північному макросхилі.
У східній частині південного макросхилу (верхів'я річок Катунь та Коксу) лісовий пояс виражений фрагментарно.
Нижня межа умовна, тут переважають формації темнохвойних лісів з переважанням ялини сибірської, кедра, ялиці сибірської.
Звичайні модрина сибірська та листяні породи: береза, горобина.
Чагарники представлені Filipéndula, Lonicera, Caragána.
З висотою значно зростає роль кедра, з чагарників починають переважати жимолость і брусниця.
У верхній частині лісового поясу з чагарників переважає Betula rotundifolia;
з трав — субальпійське та альпійське різнотрав'я.
Також тут поширена смородина та малина.
Субальпійський пояс на нижній межі представлено кедровим та кедрово-модринним рідколіссям, з фрагментами субальпійських лук і чагарників.
Альпійський пояс представлений великотравними, дрібнотравними та кобрезієвими луками.
Значні площі займає єрникова, лишайникова, дріадова та трав'яниста тундри.
Високогірні болота представлені формаціями осокових, пухівних та зеленомошних боліт.

### Тваринний світ
З дрібних ссавців по кам'янистих розсипах та йорниках поширені: Sorex tundrensis, Myodes rufocanus, Myodes rutilus та Alticola macrotis. У витоках річки Катунь, її правобережжям мешкають Sicista napaea та Myospalax.
Сюди зрідка заходять рись, сніговий барс та Capra sibirica.
Серед птахів варто відзначити: Lagopus lagopus, Lagopus muta, Pyrrhocorax pyrrhocorax, Pyrrhocorax graculus, Prunella himalayana, Leucosticte arctoa, Mycerobas carnipes, Carpodacus rubicilla, Aquila chrysaetos, Tetraogallus altaicus

## Фотогалерея

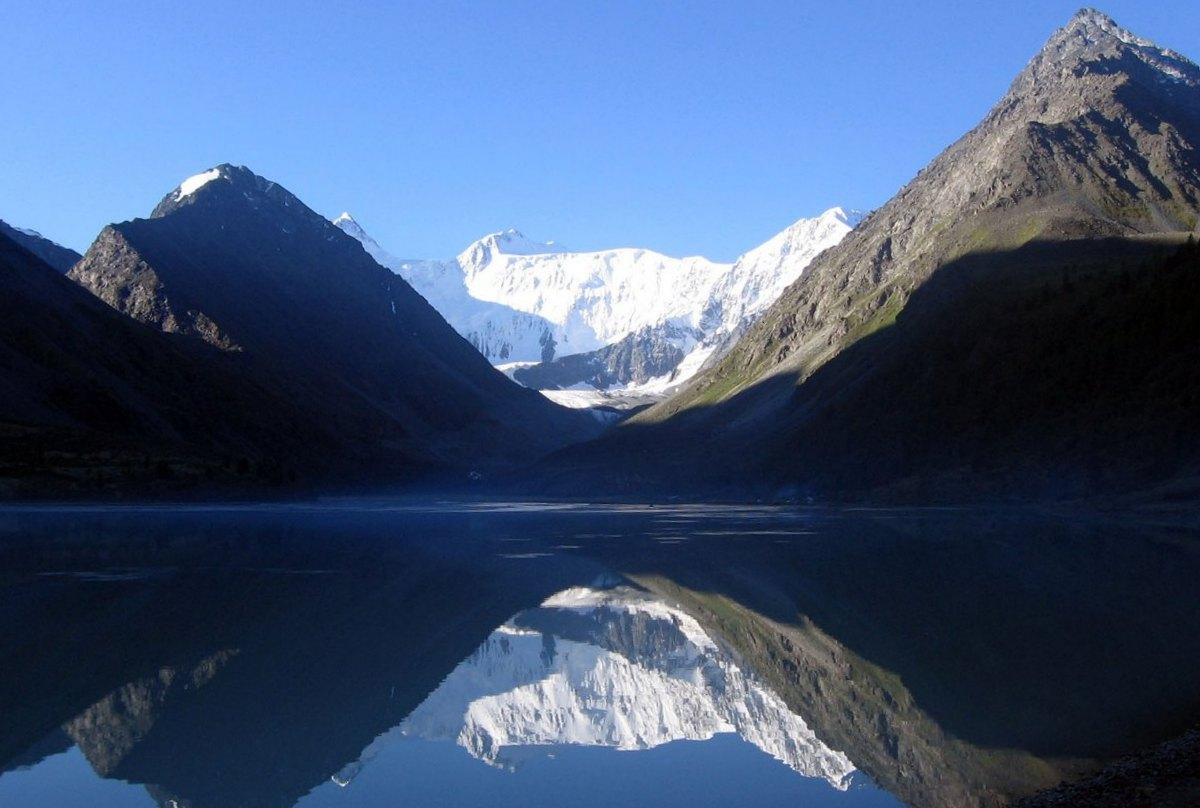
Гора Бєлуха і її віддзеркалення у озері Аккем
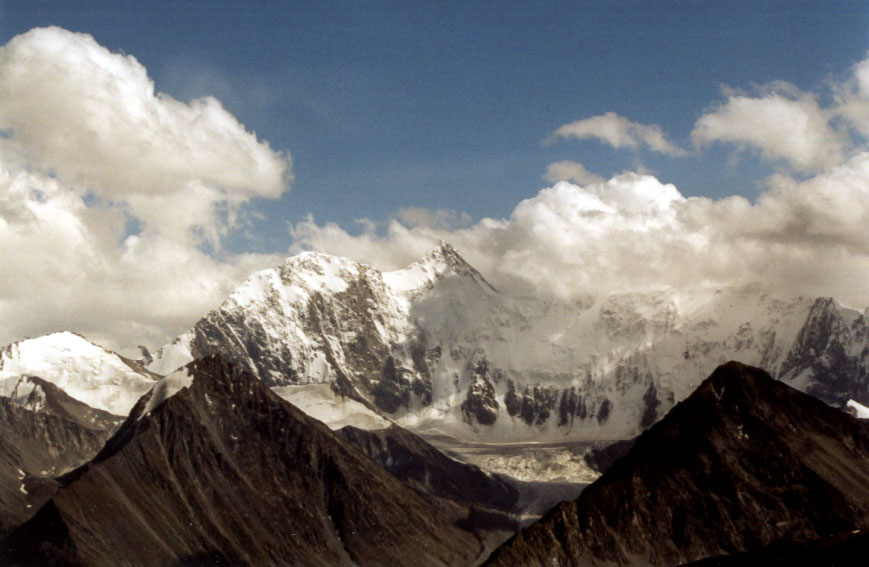
Гора Бєлуха, північний схил
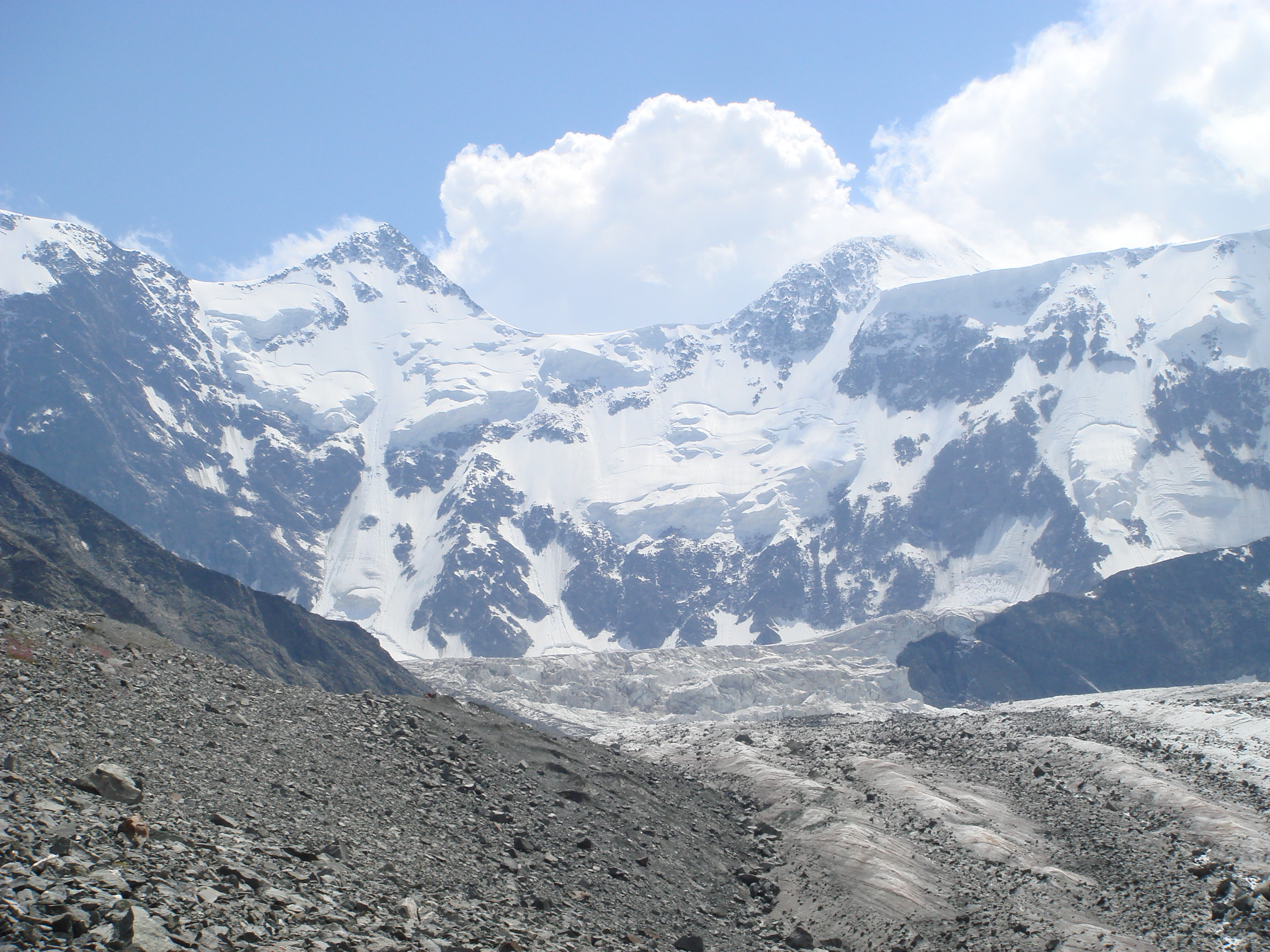
Гора Бєлуха, краєвид з озера Аккем